# Conrad Werner Wedemeyer
Conrad Werner Wedemeyer (* 1662 in Lauenstein; † 17. Februar 1732) war großbritannischer und braunschweig-lüneburgischer Oberamtmann zu Lauenstein, Erb- und Burgsasse zu Eldagsen, Herr auf Gleina, Herrengosserstedt und Billroda.
Er wurde als Sohn des Werner Wedemeyer, Erbherr auf dem Untergut Eldagsen am Deister, 1695 Amtmann in Lauenstein, und der Katharina Maria von Horn. Er war verheiratet mit Catharina Magdalena Voigt, der ältesten Tochter von Johann Georg Voigt, Amtmann zu Ricklingen.
1701 ließ er in Osterwald eine weiße Feinglashütte errichten, die Lauensteiner Glas herstellte und bis 1824 bestand. 1717 schied er aus dem kurfürstlichen Dienst aus und zog sich auf seine sächsischen Güter zurück. In dem Jahr fasste Wedemeyer in Gleina – durch weiteren Zukauf – die drei Güter (ursprünglich elf freie Siedelhöfe) zum Rittergut Gleina zusammen. 1719 erhielt er anhaltische Lehnsbriefe über Lehen in Kirchscheidungen und kaufte 1721 das Rittergut Nebra und Birkigt und 1721 noch das Rittergut Burgscheidungen hinzu.
Von 1715 bis 1717 pachtete er das Amt Straußberg. 1715 kaufte er den größten Teil des Rittergutes Herrengosserstedt.
Schon im Oktober 1722 verkaufte der Oberamtmann Conrad Werner Wedemeyer wieder Burgscheidungen und Kirchscheidungen, 1724 das Rittergut Gleina, das Schloss und Rittergut Nebra, Birkigt mit Gebäuden und Vorwerken und sämtlichem Inventar, die dazugehörigen Dorfschaften Wetzendorf, Großwangen, Wippach, Altenroda sowie 1730 das Rittergut Herrengosserstedt und das Rittergut Billroda.

## Familie
Conrad Werner Wedemeyer war verheiratet mit Catharina Magdalena geb. Voigt und hatte 1730 folgende Kinder:
1. Frantz George Wedemeyer, engl. und kurhannov. Justizamtmann zu Katlenburg
2. Conrad Heinrich Wedemeyer, Pachtamtmann der Münchhausen’schen Güter zu Straußfurt
3. Friedrich Ludwig Wedemeyer, sa.-weißenfelsischer Justizamtmann zu Schloß Heldrungen
4. Hermann Christian Wedemeyer, schwarzburgischer Pachtamtmann zu Kelbra
5. Johann Werner Wedemeyer, J. U. Candiatus
6. Christoph Ludwig Wedemeyer, Med.-Student in Halle
7. Johann Julius Wedemeyer, philos. cult. und noch zu Hause
8. einzige Tochter: Maria Sophia verw. Kommissionsrätin Schmiedt zu Auerstedt, Frau auf Auerstedt